# 1684 en santé et médecine
| Années de la santé et de la médecine : 1681 - 1682 - 1683 - 1684 - 1685 - 1686 - 1687    |
| Décennies de la santé et de la médecine : 1650 - 1660 - 1670 - 1680 - 1690 - 1700 - 1710 |

Cet article présente les faits marquants de l'année 1684 en santé et médecine.

## Publications
- Raymond Vieussens (c. 1641-1715) publie Neurographia universalis, travail pionnier sur le système nerveux[1],[2].

## Naissances
- 24 février : Johan Stensson Rothman (mort en 1763), médecin et naturaliste suédois[3].
- 19 mars : Jean Astruc (mort en 1766), médecin théoricien français[4].